# واشینگتن (ایندیانا)
واشینگتن، ایندیانا (به انگلیسی: Washington, Indiana) یک شهر در ایالات متحده آمریکا با جمعیت ۱۱٬۵۰۹ نفر است که در ایندیانا واقع شده‌است.

## موقعیت جغرافیایی
موقعیت جغرافیایی شهرها و مناطق اطراف به شرح زیر است: